# Michael McKubre
Michael McKubre este un electrochimist activ în domeniul  fuziunii la rece. El este originar din Noua Zeelandă.

## Cariera
Din 1989 până în 2002 a cercetat fuziunea la rece la SRI International. Spre deosebire de alți cercetători din același domeniu, el a obținut finanțare mainstream pe toată durata sa de cercetare: prima de la Electric Power Research Institute, apoi de la guvernul japonez, iar în 2002 el a obtinut  finanțare de la guvernul SUA.
În 2004 el și alți cercetători de fuziune la rece au solicitat  Departamentului de Energie (DOE), o nouă examinare a domeniului fuziunii la rece, și a fost co-autorul unui raport cu toate dovezile disponibile și experimentale.
Începând cu anul 2010 face experimente cu particule de paladiu de la SRI International și colaborează cu ENEA, laborator unde se produce paladiul cel mai fiabil. Mai recent McKubre a fost inclus printre cei 22 de savanti din juriul Steorn.

## Publicații
- Hagelstein, Peter; Michael, McKubre; Nagel, David; Chubb, Talbot; Hekman, Randall (2004). New Physical Effects in Metal Deuterides (PDF). Washington: US Department of Energy. Arhivat din original în 6 ianuarie 2007. Accesat în 29 decembrie 2012. (manuscript) Paper listing the available experimental evidence of cold fusion.